# صموئيل بنجامين سوفر
صموئيل بنجامين سوفر (بالمجرية: Sofer Ábrahám Sámuel Benjamin)‏ هو حاخام مجري، ولد في 11 فبراير 1815 في براتيسلافا في سلوفاكيا، وتوفي بنفس المكان في 18 يناير 1872.